# Нотман, Алекс
Алекса́ндер (А́лекс) Ма́ккичи Но́тман (англ. Alexander McKeachie Notman; 10 декабря 1979) — шотландский футболист, нападающий.

## Клубная карьера
Уроженец Далкита, Нотман начал футбольную карьеру в академии клуба «Манчестер Юнайтед». Свой единственный матч в основном составе «Манчестер Юнайтед» он провёл 2 декабря 1998 года, выйдя на замену Ники Батту в матче пятого раунда Кубка Футбольной лиги против «Тоттенхэм Хотспур» на стадионе «Уайт Харт Лейн» .
В 1999 году отправился в аренду в шотландский клуб «Абердин», а в следующем году — в английский «Шеффилд Юнайтед».
28 ноября 2000 года перешёл в «Норвич Сити» за 250 тысяч фунтов. В ноябре 2003 года завершил профессиональную карьеру из-за травмы.
В дальнейшем выступал за клубы из нижних дивизионов футбольной пирамиды Англии, включая «Кингс-Линн», «Роксем» и «Бостон Юнайтед». В 2010 году выступал за шотландский клуб «Формартин Юнайтед», где окончательно завершил футбольную карьеру.

## Карьера в сборной
С 1998 по 2000 год провёл 11 матчей и забил 2 гола за сборную Шотландии до 21 года.